# Галоний Фронтон
Галоний Фронтон (на гръцки: Γαλλονιου Φροντωνοσ; на латински: C. Gallonius Fronto) – римски управител на провинция Тракия (legatus Augusti pro praetore Thraciae) по времето на август Антонин Пий в периода 145 – 147 г. Участва в издаването на монетни емисии чрез градската управа на Филипопол (дн. Пловдив).